# Jack Ingram (cantante)
Jack Owen Ingram (Houston, 15 novembre 1970) è un cantautore statunitense.
Esponente di musica country, vanta diversi singoli entrati nella classifica US Country, tra cui Wherever You Are (2005), Love You (2006), Lips of an Angel (cover degli Hinder; 2006) That's a Man (2008) e Barefoot and Crazy (2009).

## Discografia

### Album in studio
- 1995 - Jack Ingram
- 1995 - Lonesome Questions
- 1997 - Livin' or Dyin'
- 1999 - Hey You
- 2002 - Electric
- 2004 - Young Man
- 2007 - This Is It
- 2009 - Big Dreams & High Hopes
- 2016 - Midnight Motel
- 2019 - Ridin' High...Again
- 2021 - The Marfa Tapes (con Miranda Lambert e Jon Randall)

### EP
- 2003 - Electric: Extra Volts

### Album dal vivo
- 1995 - Live at Adair's
- 2000 - Unleashed Live (con Bruce Robison e Charlie Robison)
- 2003 - Live at Billy Bob's Texas
- 2004 - Live at Gruene Hall: Happy Happy
- 2005 - Acoustic Motel
- 2006 - Live: Wherever You Are

## Videoclip
| Anno | Video                   | Regista          |
| ---- | ----------------------- | ---------------- |
| 1997 | That's Not Me           | Michael McNamara |
| 1997 | Flutter                 | Jim Hershleder   |
| 1999 | How Many Days           | Trey Fanjoy      |
| 1999 | Mustang Burn            | Richard Bennett  |
| 2000 | Barbie Doll             | Flick Wiltshire  |
| 2002 | One Thing               | Trey Fanjoy      |
| 2006 | Wherever You Are        | David McClister  |
| 2006 | Love You                | Shaun Silva      |
| 2007 | Lips of an Angel        | Shaun Silva      |
| 2007 | Measure of a Man        | Shaun Silva      |
| 2008 | Maybe She'll Get Lonely | Gibbs/Greilech   |
| 2008 | That's a Man            | Brian Lazzaro    |
| 2009 | Barefoot and Crazy      | Stephen Shepherd |
| 2016 | I'm Drinking Through It | Michael Tully    |

## Premi e candidature
| Anno | Associazione             | Categoria                                                         | Risultato       |
| ---- | ------------------------ | ----------------------------------------------------------------- | --------------- |
| 2007 | CMT Music Awards         | "Wide Open Country Video of the Year"                             | Vincitore/trice |
| 2008 | Academy of Country Music | "Top New Male Vocalist"                                           | Vincitore/trice |
| 2008 | CMT Music Awards         | "Wide Open Country Video of the Year"                             | Candidato/a     |
| 2017 | CMA Awards               | "Song of the Year" – Tin Man (con Miranda Lambert & Jon Randall)  | Candidato/a     |
| 2018 | Grammy Awards            | "Best Country Song" – Tin Man (con Miranda Lambert & Jon Randall) | Candidato/a     |
| 2018 | Academy of Country Music | "Song of the Year" – Tin Man (con Miranda Lambert & Jon Randall)  | Vincitore/trice |